# FC Luch Minsk (2012)
FC Luch Minsk là một câu lạc bộ bóng đá Belarus đến từ Minsk.

## Lịch sử
Đội bóng được thành lập năm 2012 với tên gọi ALF-2007 Minsk với sự lựa chọn các cầu thủ tốt nhất từ giải bóng đá nghiệp dư ở Minsk (độc lập với BFF), thành lập năm 2007 (do đó có đội bóng có tên gọi như vậy). Đội bóng trải qua một mùa giải thành công ở Giải vô địch Minsk của BFF và được chấp thuận gia nhập Giải bóng đá hạng nhì quốc gia Belarus từ năm 2013. Năm 2014, đội bóng lấy tên gọi Luch Minsk. Năm 2015, họ lên chơi ở Giải bóng đá hạng nhất quốc gia Belarus và năm 2018, đội bóng sẽ ra mắt tại Giải bóng đá ngoại hạng Belarus.

## Đội hình hiện tại
Tính đến tháng 2 năm 2018
Ghi chú: Quốc kỳ chỉ đội tuyển quốc gia được xác định rõ trong điều lệ tư cách FIFA. Các cầu thủ có thể giữ hơn một quốc tịch ngoài FIFA.
| Số | VT | Quốc gia | Cầu thủ              |
| -- | -- | -------- | -------------------- |
| 3  | TV | Belarus  | Vital Shapyatowski   |
| 5  | HV | Belarus  | Arseniy Bondarenko   |
| 7  | TV | Belarus  | Yury Kazlow          |
| 8  | HV | Belarus  | Sergey Pozdnyakevich |
| 9  | TV | Belarus  | Yegor Semenov        |
| 10 | TV | Belarus  | Pavel Rassolko       |
| 12 | TV | Belarus  | Mikhail Kravchuk     |
| 14 | HV | Belarus  | Aleksandr Kozel      |
| 15 | TV | Belarus  | Mikita Stsyapanaw    |
| 16 | TM | Belarus  | Maksim Plotnikov     |
| 17 | TV | Belarus  | Artur Kats           |
| 18 | TV | Belarus  | Timofey Lukashevich  |

| Số | VT | Quốc gia | Cầu thủ             |
| -- | -- | -------- | ------------------- |
| 30 | HV | Belarus  | Andrey Arkhipaw     |
| 32 | TM | Belarus  | Roman Babayev       |
| 50 | TV | Belarus  | Artsyom Buloychyk   |
| 55 | TV | Belarus  | Dmitry Kaplunov     |
| —  | HV | Belarus  | Kirill Maleyev      |
| —  | TM | Belarus  | Nikita Fabishevskiy |
| —  | TV | Belarus  | Ivan Prokhorenko    |
| —  | TM | Belarus  | Vyacheslav Kaminsky |
| —  | TV | Belarus  | Valeriy Senko       |
| —  | TĐ | Belarus  | Roman Gribovskiy    |
| —  | TV | Belarus  | Aleksandr Dzhigero  |
| —  | HV | Belarus  | Alyaksey Ivanow     |